# 邁克·羅斯
邁克·羅斯（英語：Michael Rose；1982年7月28日—）是一位英格蘭足球運動員。在場上的位置是後衛。他現在效力於英格蘭足球甲級聯賽球隊羅奇代爾足球俱樂部。

## 外部連結
- 足球数据库：邁克·羅斯的球员统计数据